# Aseraggodes magnoculus
Aseraggodes magnoculus är en fiskart som beskrevs av Randall 2005. Aseraggodes magnoculus ingår i släktet Aseraggodes och familjen tungefiskar. Inga underarter finns listade i Catalogue of Life.